# Хавели

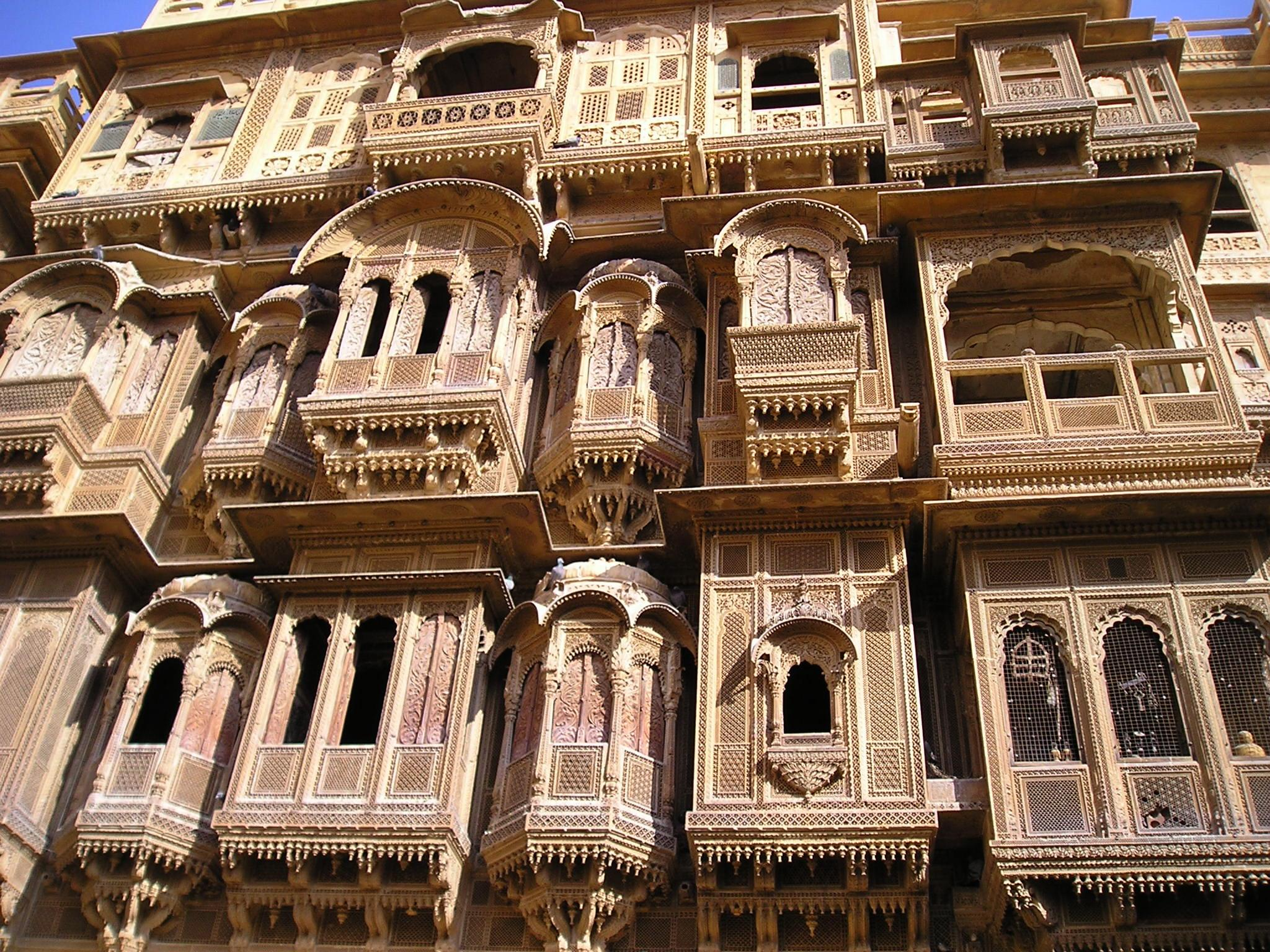
Джалсаймер, Патвон ки Хавели (около 1850)

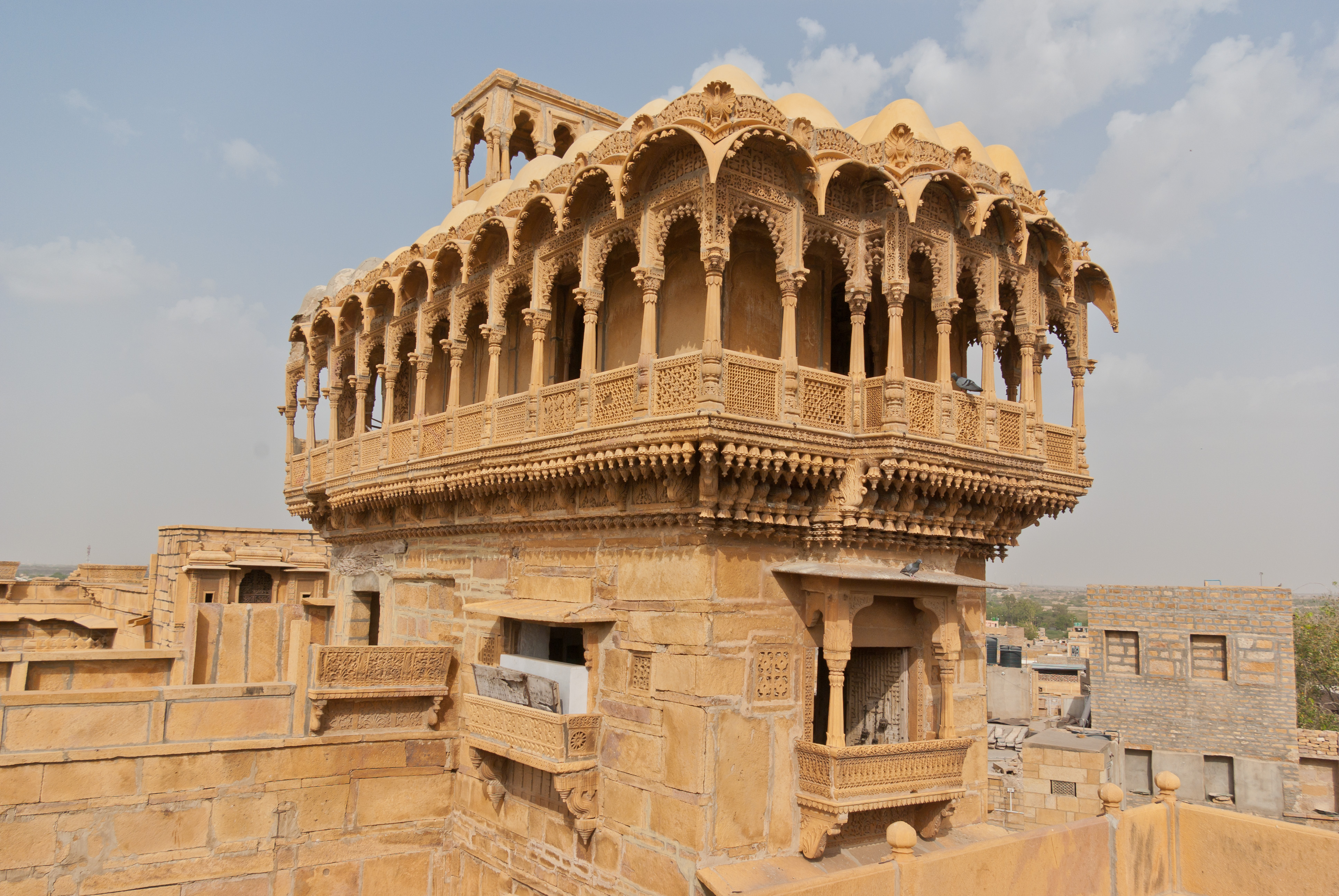
Джалсаймер, Салим Сингх ки Хавели (около 1850)

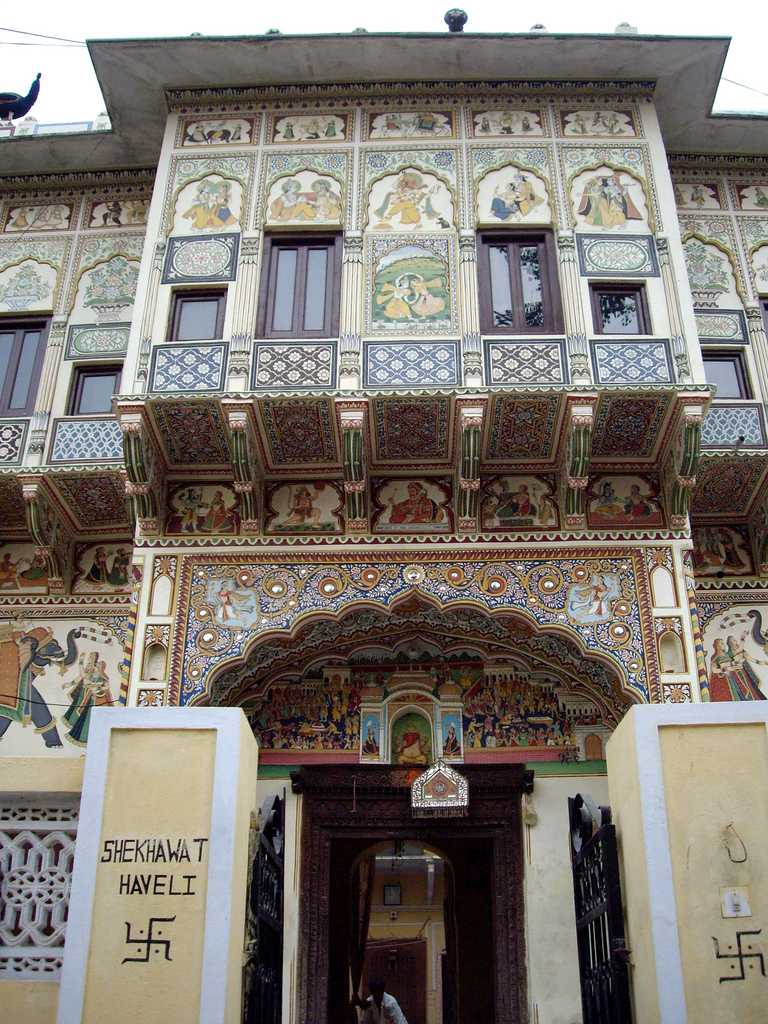
Мандава, Шехават Хавели (около 1880)

Хавели — принятое обозначение обустроенных как дворцы зданий, служивших жилыми и торговыми помещениями для зажиточных купцов преимущественно мусульманского происхождения в современных северной Индии и Пакистане.
Само слово «хавели» происходит из арабского языка и переводится как «перестроенное место»; по всей видимости посредством созвучного персидского hawli данный термин попадает на территорию Индии во времена империи Великих Моголов. Находящиеся в городах индийского штата Раджастхан хавели являются великолепным примером индийской архитектуры конца XVIII—XIX столетий и одними из наиболее посещаемых туристических достопримечательностей Северной Индии.
В настоящее время употребляется также для обозначения зданий жилого предназначения различных архитектурных стилей, имеющих местные особенности, а также храмов в Индии, Пакистане, Непале и Бангладеш.

## История
Время расцвета в создании построек типа хавели лежит между 1830 и 1930 годами. В этот период наиболее интенсивно развивается сухопутная, в том числе караванная торговля между отдалёнными регионами Средней Азии, Индии, Персии и Османской империи с выходом к средиземноморскому побережью и далее, к Европе в XVIII—XIX веках. С последующим распадом Османской империи в начале XX столетия и постепенным вытеснением сухопутной торговли в Азии морской многие хавели как торговые дома теряют своё значение, а их хозяева с семьями переселяются в города, расположенные на морском побережье. Сами же здания переходят во владение более бедным семействам из окрестных районов.

## Архитектура
Согласно традиционной восточной строительной практике, хавели планировались как возведённое в несколько этажей окружение вокруг внутреннего дворика, зачастую имевшего на своей территории водный источник. Первый этаж служил складом для товаров и купеческой конторой. Верхние, жилые этажи соединялись с нижними узенькими, затейливыми лестницами и были богато драпированы занавесями, многочисленными подушками, ларями и резной мебелью. Декорированию фасада зданий уделялось особое внимание: здесь отражается всё искусство индо-исламской архитектуры с её непривычными для европейской культуры балконами (джарока), оконными решётками (джали или машрабия), бенгальскими крышами и настенной живописью.
Наиболее многочисленные и интересные хавели можно увидеть в Раджастхане, прежде всего в Джайсалмере и в регионе Шекхавати (Навалгархе, Мандава, Джхунджхуну), но также в Агре, Лакхнау, Удайпуре, Джодхпуре, Лахоре, Пешаваре, Мултане и других крупных городах Индии и Пакистана.